# Bursa Ubogich w Krakowie
Bursa Ubogich zwana także Bursą Jagiellońska (łac. Bursa Pauperum, także Bursa Isneri, Contubernium Pauperum) – pierwsze kolegium dla studentów Uniwersytetu Krakowskiego ufundowane przez Jana Isnera, mieszczące się w budynku na rogu ulic Gołębiej i Wiślnej. Rozebrana po 1838.

## Historia
Bursa zakupiona przez Jana Isnera w 1409 miała być przeznaczona głównie dla studentów z Litwy i Rusi studiujących filozofię i teologię. Na utrzymanie ubogich studentów, zajmujących tylną część domu, przeznaczano m.in. opłaty od bogatych studentów mieszkających od frontu. Około 1462 odnowił i rozbudował ją Jan Długosz, zaś w 2 poł. XVI w. znaczną sumę na jej restaurację przeznaczyła królowa Anna Jagiellonka, dzięki czemu bursę zaczęto nazywać Jagiellońską. W 1786 budynek Bursy Ubogich przeznaczono na Bursę Chirurgów. W początkach XIX w. znajdowały się tu koszary wojskowe co doprowadziło do znacznej dewastacji gmachu. Z powodu braku środków na odbudowę władze Uniwersytetu sprzedały budynek w 1838. Nowy właściciel, szklarz Fryderyk Gronnemajer, rozebrał stare mury bursy i wybudował na jej miejscu klasycystyczna kamienicę.